# Pancréas
Le pancréas, prononcé /pɑ̃kʁeas/, est un organe situé dans l'abdomen des vertébrés, au niveau du rétropéritoine, en avant de l'aorte et de la veine cave inférieure et en arrière de l'estomac. C'est un organe vital.
C'est une glande annexe au tube digestif de type amphicrine, c'est-à-dire à la fois exocrine et endocrine, fonctions assurées par des tissus différents. Le pancréas produit en effet, d'une part le suc pancréatique, sécrétion riche en bicarbonates et en enzymes (amylases, lipases, enzymes protéolytiques, ribonucléases et désoxyribonucléases) déversées dans le duodénum et qui participent à la digestion, et d'autre part des hormones déversées dans le sang, aux fonctions variées : glucagon, insuline, somatostatine et polypeptide pancréatique.

## Historique

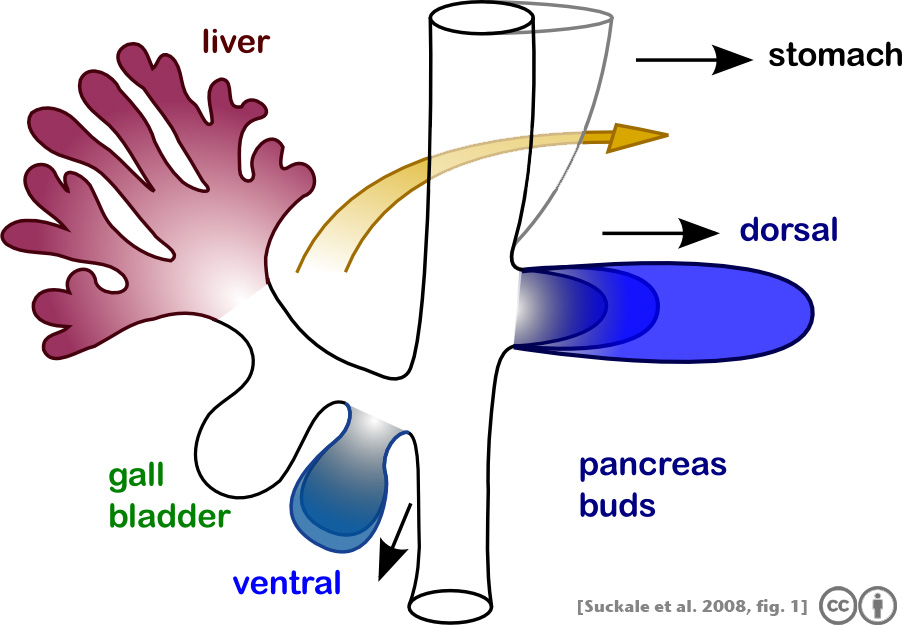
Schéma de formation des bourgeons pancréatiques, vue antérieure

Le pancréas, étymologiquement « tout en chair »  (du grec πάγκρεας / pánkreas, de πᾶν / pān, « tout » et κρέας / kréas, « chair »), fut décrit pour la première fois par Herophilos (lat Herophilus), un anatomiste et chirurgien grec. Il fut nommé quelques centaines d'années plus tard par un autre anatomiste grec, Rufus.

## Embryologie
Il se développe par bourgeonnements (l'un ventral et l'autre dorsal) sur l'intestin primitif antérieur sous l'ébauche hépatique. Ces bourgeonnements se forment respectivement aux 26 et 29e jours de la vie embryonnaire chez l'humain.
À la 5e semaine, le bourgeon ventral migre dans la région dorsale et fusionne, à la 6e semaine, avec le bourgeon dorsal pour former le crochet du pancréas (petite expansion du pancréas au-dessus des veine et artère mésentériques supérieures).
Le pancréas endocrine dérive du seul bourgeon dorsal alors que le pancréas exocrine provient des deux.

## Anatomie

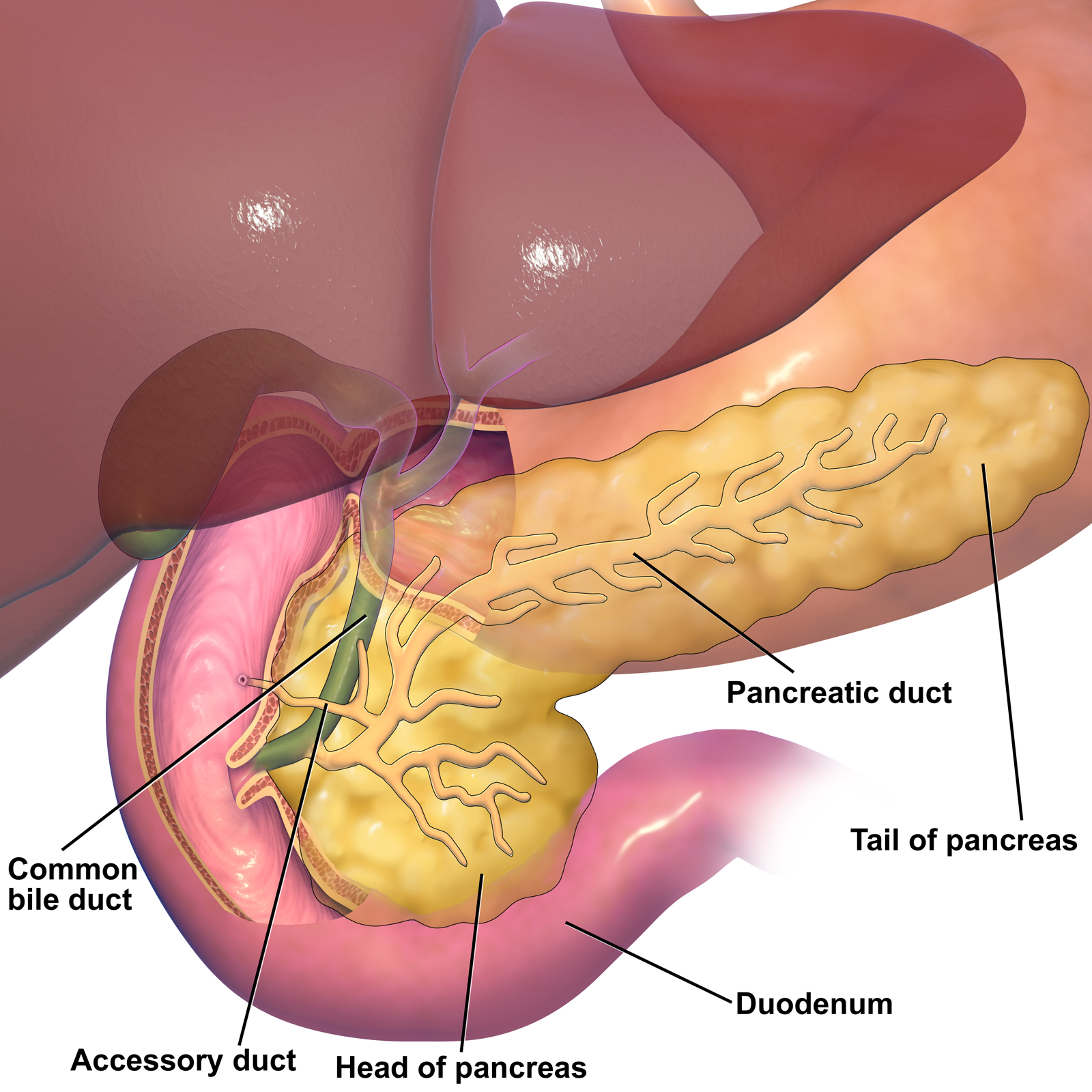
Schéma du pancréas, vue antérieure avec projection du foie et de l'estomac

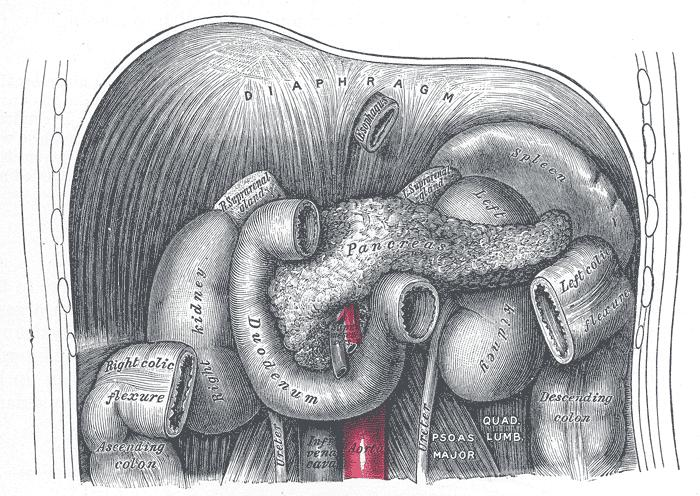
Schéma de la position du pancréas dans le rétropéritoine, vue antérieure, avec foie, côlon transverse et estomac réséqués

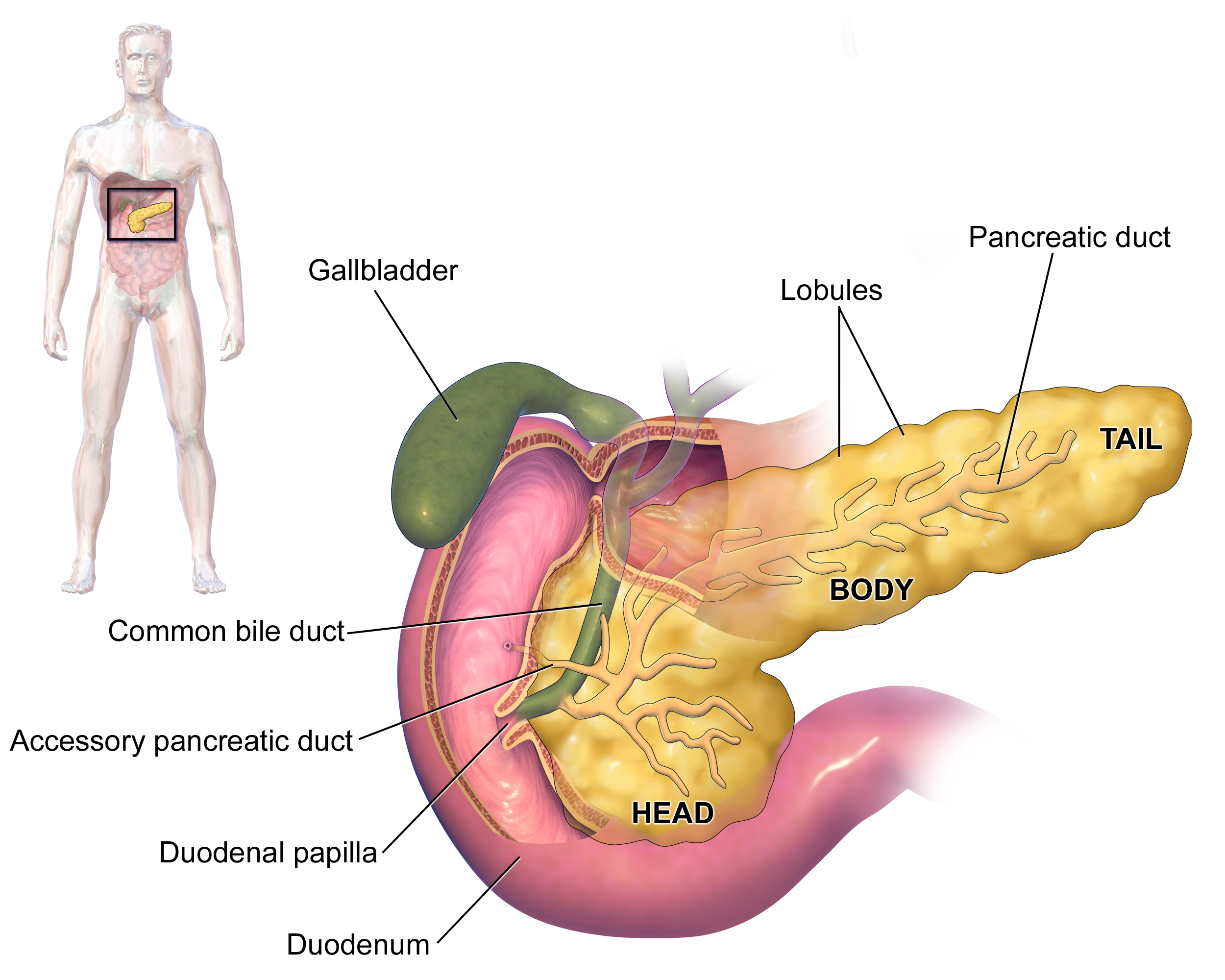
Schéma en anglais du pancréas, vue antérieure, avec partie principales en capitales du plus caudal au plus crânial : tête (head), corps (body), queue (tail).

Le pancréas est une glande située dans le rétropéritoine, allongée transversalement entre le duodénum à droite et la rate à gauche, un peu aplatie d'avant en arrière, et située entre l'estomac en avant et les première et deuxième vertèbres lombaires en arrière. De couleur rose pâle, le pancréas a une consistance ferme et un aspect granuleux. Il mesure 18 cm de long, 3 cm de large et 4 cm de haut chez l'adulte et pèse approximativement 70 g. Son épaisseur diminue en allant de la droite vers la gauche. Seule sa face antérieure est recouverte de péritoine.

### Description
On décrit au pancréas une extrémité droite ou médiale et une extrémité gauche ou latérale. Le pancréas est orienté vers la droite, discrètement vers le haut, et présente également une courbure à convexité antérieure. On lui décrit plusieurs parties, de son extrémité médiale vers son extrémité latérale : la tête, le col, le corps et la queue. La tête porte également, au niveau de son bord inférieur, le processus unciné qui délimite avec son bord libre l'incisure pancréatique.

#### Tête et col
La tête du pancréas est une portion élargie située à droite de la ligne médiane, encadrée par les trois premières portions du duodénum : supérieure en haut, descendante à droite, et horizontale en bas. Sur son bord gauche, la tête se continue avec le processus unciné du pancréas en bas et le col du pancréas en haut. On lui décrit une face antérieure située en regard de l'origine du mésocôlon transverse, et une face postérieure, en rapport avec la veine cave inférieure.
Le col du pancréas relie la tête à droite et le corps à gauche. C'est la portion du pancréas située le plus en avant. On lui décrit une face postérieure en rapport avec la veine porte, et une face antérieure en rapport avec le pylore.

#### Corps et queue
Le corps du pancréas est la partie la plus longue, située entre le col à droite et la queue à gauche, dirigée vers la gauche, un peu en haut et en arrière. Il a une section triangulaire, qui diminue progressivement de taille en allant vers la gauche. On lui décrit trois faces. La face antérosupérieure est en rapport avec l'estomac. La face postérieure est en rapport avec la veine splénique, l'aorte et le rein gauche. La face antéro-inférieure est en rapport avec l'angle duodénojéjunal à droite et les anses jéjunales. Le bord supérieur, entre les faces antérosupérieure et postérieure, est en rapport avec le tronc cœliaque, l'artère hépatique commune et l'artère splénique. Le bord antérieur, entre les faces antérosupérieure et antéro-inférieure, porte l'origine du mésocôlon transverse. Le bord inférieur est en rapport avec l'artère mésentérique supérieure et la veine mésentérique inférieure.
La queue du pancréas est la portion la plus fine, en continuité avec le corps à droite. Elle est en rapport avec la rate à gauche.

#### Processus unciné
Le processus unciné du pancréas (ou crochet du pancréas, ou petit pancréas de Winslow) est situé sur la partie inférieure gauche de la tête. Il est en rapport avec l'aorte en arrière, la portion ascendante du duodénum en avant et les vaisseaux mésentériques supérieurs (artère et veine) en haut, dans l'incisure pancréatique.

### Conduits pancréatiques
Le pancréas est parcouru par deux conduits principaux : le conduit pancréatique principal (ou canal de Wirsung) et le conduit pancréatique accessoire (ou canal de Santorini). Si l'organisation décrite ici est retrouvée le plus fréquemment, il existe de nombreux cas présentant une variation anatomique.
Le conduit pancréatique principal naît au niveau de la queue et se dirige avec un trajet descendant vers la tête, en augmentant progressivement de calibre de 1 à 3 mm. Après être passé au niveau de la partie inférieure de la tête, il rejoint la paroi de la portion descendante du duodénum où il s'unit avec l'extrémité inférieure du conduit cholédoque. Leur réunion forme l'ampoule hépatopancréatique qui s'ouvre dans la lumière du duodénum.
Le conduit pancréatique accessoire, d'un diamètre plus fin, est situé dans la portion supérieure de la tête. Son trajet est ascendant vers la portion descendante du duodénum, dans laquelle il se jette environ 2 cm au-dessus du conduit pancréatique principal.

### Vascularisation

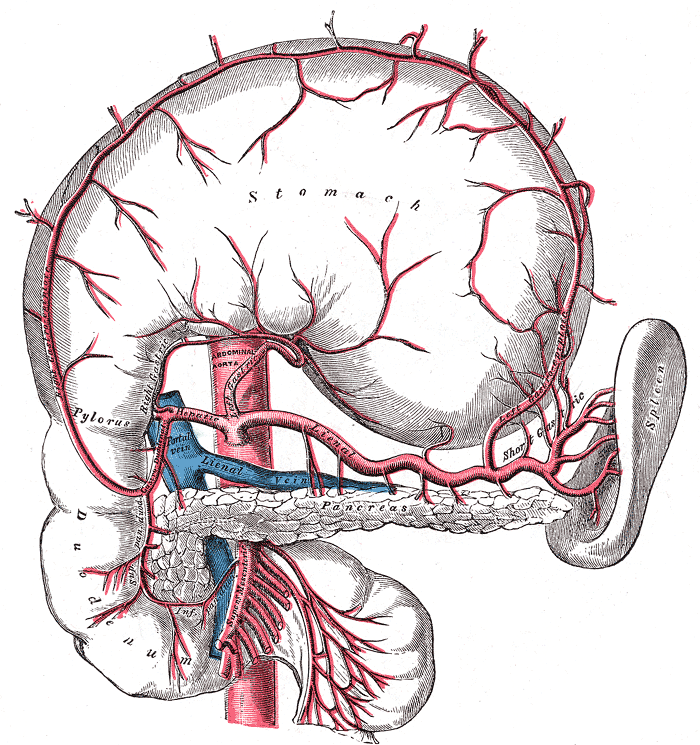
Schéma illustrant la vascularisation du pancréas, l'estomac est relevé

Les artères vascularisant le pancréas naissent du tronc cœliaque ou de l'artère mésentérique supérieure, tandis que les veines se déchargent dans la veine porte.

#### Artères
La tête et le processus unciné sont vascularisés essentiellement par les artères pancréaticoduodénales. L'artère pancréatico-duodénale inférieure naît habituellement de l'artère mésentérique supérieure et se divise en une branche antérieure et une branche postérieure, cheminant respectivement sur les faces antérieure et supérieure de la partie inférieure de la tête du pancréas. Les artères pancréaticoduodénales supérieures antérieure et postérieure sont des branches de l'artère gastroduodénale. Elles cheminent respectivement sur les faces antérieure et postérieure de la partie supérieure de la tête du pancréas et s'anastomosent avec les branches respectives de l'artère pancréaticoduodénale inférieure.
Le col, le corps et la queue sont principalement vascularisés par l'artère splénique qui donne l'artère pancréatique dorsale, la grande artère pancréatique, et surtout de nombreuses petites branches.

#### Veines
La vascularisation du pancréas peut être divisée en deux groupes : d'une part la tête, le col et le duodénum, et d'autre part le pancréas gauche (isthme, corps et queue). Le premier groupe est vascularisé par les veines pancréatico-duodénales, et le second par les petites veines pancréatiques se jetant dans la veine splénique.
On peut retrouver d'autres veines, comme la veine pancréatique inférieure (ou transverse) ayant pour exutoire la veine mésentérique inférieure.

#### Lymphatiques
Les vaisseaux lymphatiques du corps et de la queue se déchargent essentiellement via les nœuds pancréaticospléniques. Ceux de la tête et du col se déchargent principalement via les nœuds pancréaticoduodénaux, mésentériques supérieurs et hépatiques.

### Innervation
Le pancréas reçoit une innervation d'origine sympathique et parasympathique, via le plexus cœliaque. L'innervation sympathique provient du sixième au dixième nerf thoracique. L'innervation parasympathique provient du nerf vague.

## Histologie

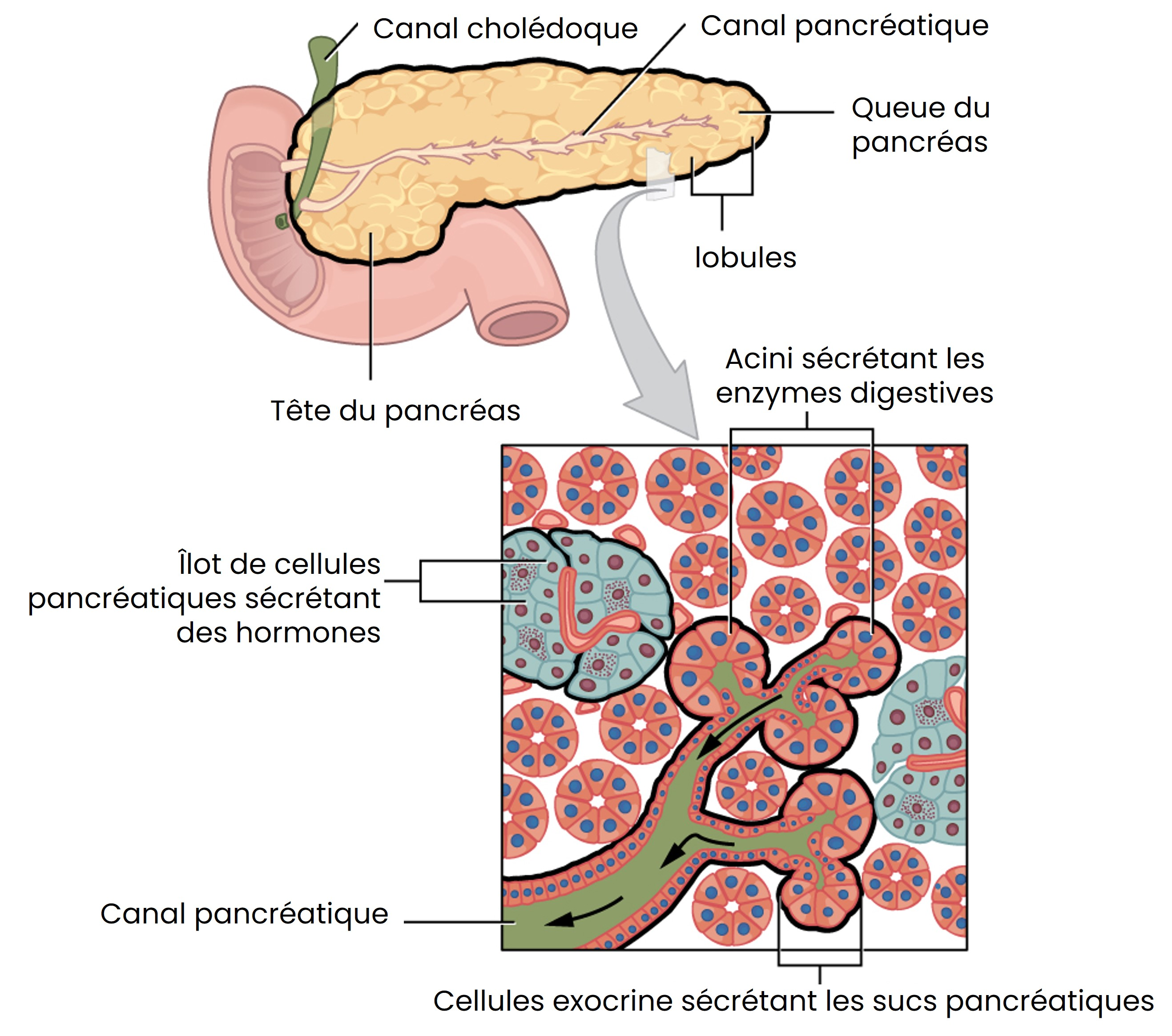
Schéma d'une coupe au microscope montrant le tissu pancréatique

Aspect en microscopie d'une coupe de tissu pancréatique montrant un îlot de Langerhans

Schéma du fonctionnement hormonal de l'insuline et du glucagon

Le pancréas est la deuxième glande la plus grosse en volume après le foie. Cependant, à l'inverse de sa grande sœur hépatique, la glande que constitue le pancréas comporte deux parties distinctes tant au niveau anatomique que fonctionnel, réparties dans toute la glande : une partie exocrine et une partie endocrine. La fonction exocrine est assurée par les acinis et la fonction endocrine est permise par les îlots de Langerhans.
Les sécrétions des acinis sont déversées dans les canalicules pancréatiques qui confluent dans le conduit pancréatique, puis se déversent dans le tube digestif au niveau du duodénum. Le conduit pancréatique se jette dans le duodénum au niveau de la papille duodénale entourée par le sphincter d'Oddi qui contrôle le passage des sécrétions.

### Le pancréas exocrine
La fonction exocrine du pancréas produit d'une part, des ions bicarbonates HCO3− (fait intervenir une anhydrase carbonique) sous l'action de la sécrétine en provenance du duodénum, et d'autre part des enzymes pancréatiques. Les sécrétions pancréatiques ont un pH compris entre 7,5 et 8,2. En 24 heures, le pancréas déverse environ 2 litres de bicarbonates dans le duodénum. Le caractère amphotère du bicarbonate (pouvant être à la fois acide et base), lui fait jouer un rôle de tampon et permet de neutraliser l'acidité du chyme stomacal fraîchement arrivé dans le duodénum. Cette neutralisation est essentielle étant donné que la majorité des enzymes intestinales et pancréatiques sont inactives en condition acide.
Le suc pancréatique contient des proenzymes biosynthétisées par les cellules acineuses. Ces proenzymes sont inactives : elles seront activées dans le tube digestif par les sucs gastriques pour détruire des molécules plus ou moins grosses, elles seront alors appelées hydrolases. Parmi les enzymes sécrétées par les acinis, on retrouve des enzymes protéolytiques (trypsine, chymotrypsine, carboxypeptidase…) mais aussi des ribonucléases (RNase) et des désoxyribonucléases (DNase) qui dégradent des résidus nucléotidiques. Enfin, on trouve également des lipases et des amylases pancréatiques.
L’insuffisance sécrétoire entraîne une pancréatite chronique avec une maldigestion ; une malabsorption et malnutrition.

### Le pancréas endocrine
Comme toutes les glandes endocrines, le pancréas synthétise des hormones, c'est-à-dire des molécules qui sont libérées dans la circulation sanguine où elles vont circuler pour agir à distance sur des tissus (ou cellules) cibles. La partie endocrine ne représente que 1 % du pancréas (en nombre de cellules et en masse) mais octroie 10 % de son irrigation sanguine. Les produits synthétisés par le pancréas endocrine sont principalement les quatre hormones suivantes :
- l'insuline (seule hormone hypoglycémiante) ;
- le glucagon (hormone hyperglycémiante) ;
- la somatostatine (diminue la plupart des mécanismes digestifs et inhibe la sécrétion de l'insuline et du glucagon) ;
- le polypeptide pancréatique (diminue la contraction de la vésicule biliaire, et la sécrétion exocrine du pancréas).

Le glucagon et l'insuline sont deux hormones nécessaires à la régulation de la glycémie (concentration du glucose dans le sang). Ils sont produits au niveau d'îlots de cellules appelés îlots de Langerhans ; par les cellules « alpha » (pour le glucagon) et « bêta » (pour l'insuline). Les cellules « delta » sécrètent quant à elles la somatostatine qui a un effet inhibiteur sur la sécrétion d'insuline et de glucagon ; les cellules « F » (aussi nommées cellules PP) produisent le polypeptide pancréatique. Les proportions des cellules alpha, bêta, delta et F au sein du pancréas endocrine représentent 20, 70, 5 et 5 % respectivement. La distribution de ces cellules est particulière, chaque îlot de Langerhans étant constitué d'une masse centrale de cellules à insuline, les cellules à glucagon, les cellules à somatostatine et les cellules à polypeptide pancréatique se retrouvant à la périphérie. La proportion de ces cellules varie selon qu'elles se situent dans la partie basse de la tête du pancréas ou, au contraire, dans la partie haute, le corps ou la queue du pancréas.
Le glucagon accélère la glycogénolyse c'est-à-dire la transformation du glycogène (forme de stockage du glucose dans le foie) en glucose, afin d'augmenter le taux de sucre dans le sang. L'insuline, elle, fait l'effet contraire, car elle favorise la glycogénogenèse, c'est-à-dire la transformation du glucose du sang en glycogène, stocké dans le foie pour abaisser la glycémie.
Lorsque la sécrétion de l'insuline est diminuée, cela peut entraîner un diabète sucré.